# 許勤
許勤（きょ きん、シュー・チン、1961年10月 - ）は、中華人民共和国の官僚、政治家。現職は中国共産党黒竜江省委員会書記。元河北省人民政府省長。

## 経歴
1961年10月、江蘇省連雲港市で生まれる。1963年北京理工大学光電工程系にて修士の学位取得。2001年7月北京大学光華管理学院にて経営学修士の学位取得。2004年11月香港理工大学にて経営学修士の学位取得。大学卒業後は江蘇省無錫市の国有企業である兵器工業部第559工場技術員として就職した。
1987年7月、中央に移り、中華人民共和国国家計画委員会へ入局した。以後、電気機械電子処副処長、処長、情報産業処処長、高技術産業発展司副司長、司長を歴任した。
2008年4月、党務に転じて広東省深圳市に赴任し、深圳市党委員会常務委員兼深圳市常務副市長に就任した。2010年6月、深圳市党委副書記兼深圳市市長に就任した。許勤は在任中に2015年深圳土砂崩事故を起こした。2015年12月25日、許勤は事故についてみんなにお辞儀をして謝罪した。2016年12月31日、馬興瑞の後任として、深圳市党委書記に任命された。2017年7月20日に深圳市市長を退任した。
第12期河北省人民代表大会常務委員会は2017年4月7日の第27回会議で、張慶偉省長の辞任届を受理し、許勤を党委副書記兼省長代行に任命することを決定した。同年4月18日、2022年北京オリンピックと冬パラリンピック組織委員会執行主席を兼務。河北省第12期人民代表大会第6回で4月26日、省長代行の許勤が省長に選出された。同年10月24日、中国共産党第十九回全国代表大会で党中央委員に選出される。
2021年10月18日、党務に転じて黒竜江省に赴任し、黒竜江省党委員会書記に就任した。